# Demeter-mærket
Demeter er et kvalitetsmærke inden for det antroposofiske biodynamiske jordbrug.
De biodynamiske regler for dyrkning og forarbejdning følger Rudolf Steiners lære og er mere restriktive end de økologiske regler.
De væsentligste forskelle på det almindelige økologiske landbrug og det biodynamiske landbrug ved Demeter er:
- De biodynamiske markpræparater skal anvendes til hver afgrøde hvert år.
- Gødning skal tilsættes de biodynamiske kompostpræparater.
- Indkøbt gødning skal komposteres og tilsættes kompostpræparaterne.
- Alt foder skal være biodynamisk eller økologisk efter nærmere angivelser.
- Konventionel gylle og ajle må ikke anvendes på biodynamiske jorde.
- Spildevandsslam og latrin må ikke anvendes uanset analyseresultat.
- Der må generelt højst tilføres gødning med 112 kg N/ha. pr. år i gennemsnit.
- Tilførslen af indkøbt gødning må ikke overstige 40 kg N/ha.
- En bedrift skal have et dyrehold (overvejende drøvtyggere) eller indgå i et fast. samarbejde med et biodynamisk eller økologisk husdyrbrug hvor der min. skal være 50% af drøvtyggere.
- Kvæg må ikke afhornes og indkøbt kvæg må ikke være afhornet (gælder ikke tyre).

## Eksterne Henvisninger
- Foreningen for Biodynamisk Jordbrugs hjemmeside Arkiveret 25. november 2020 hos  Wayback Machine